# John Milton
John Milton (ur. 9 grudnia 1608 w Londynie, zm. 8 listopada 1674 tamże) – angielski poeta i pisarz, autor poematu Raj utracony (1667).
Mimo swojej ślepoty nadal był aktywnym pisarzem, np. tworząc „Raj utracony” dyktował go swoim córkom.

## Wczesne lata
Urodził się w rodzinie zamożnego londyńskiego notariusza, przesiąkniętej tradycją purytańską, poważającej jednak sztukę, muzykę i poezję. John Milton uczęszczał do londyńskiej St. Paul School, mając za nauczyciela Thomasa Younga, purytańskiego kaznodzieję. W latach 1624–1632 Milton studiował nauki humanistyczne w Christ’s College na Uniwersytecie Cambridge. W trakcie studiów poznał kilka języków, w tym grekę i łacinę, w której pisał poezję. Po zdobyciu stopnia naukowego Milton wrócił do rodzinnego domu w Horton, w którym spędził pięć kolejnych lat. Po śmierci matki w 1637 Milton wybrał się w 1638 w podróż po Europie. Najpierw odwiedził Paryż, gdzie spotkał się z Grocjuszem, słynnym ambasadorem królowej Szwecji. Następnie przez Niceę udał się do Italii.
Milton od bardzo młodego wieku – wbrew tendencjom epoki, w której tworzył – pragnął być poetą epickim. Zrezygnował z wymarzonej dla niego przez ojca kariery anglikańskiego duchownego i wybrał twórczość poetycką jako sposób służenia wierze protestanckiej.
Pierwszym znaczącym dziełem Miltona była oda On the Morning of Christ’s Nativity (Hymn na Boże Narodzenie) z 1629 roku, opisująca upadek pogańskiego świata wraz z narodzeniem Chrystusa. Ma ona niewiele wspólnego z poezją metafizyczną i manieryzmem ówczesnej epoki. Uderza jej klasyczne piękno i perfekcyjny dobór słów, których znaczenie harmonijnie współgra z brzmieniem. Wielu znawców twierdzi, że nigdy potem, nawet w bardziej znanych dziełach, poeta nie wykazał się większym kunsztem językowym.
W latach 1632–1638 kiedy przebywał w Horton, w Buckinghamshire porzucił na dobre myśl o jakiejkolwiek karierze zawodowej, postanawiając poświęcić się nauce i pisaniu. Twórczość z tego okresu ukazuje wrażliwość Miltona na przyrodę, która nie jest jedynie opisywana, lecz służy jako środek dla przedstawienia stanu umysłu poety. W Horton powstał m.in. dyptyk poetycki L’Allegro (Wesoły) i Il Penseroso (Zadumany). Radości życia wiejskiego są zestawione z zaletami samotnej medytacji i zadumy na łonie natury.
Około roku 1634 powstały dramaty poetyckie – niedokończony Arcades oraz Comus. Świat przyrody, leśnych duchów i nimf posłużył autorowi za tło zmagania się niewinnej dziewczyny z nastającym na jej cnotę Comusem – bożkiem pijaństwa i rozpusty. Dzięki postaci dobrej bogini, która pomaga braciom dziewczyny, cnota opiera się grzechowi. Kolejny raz z treści utworu przebijają purytańskie ideały – pochwała moralności i pogarda dla zmysłowości.
Ostatnim wczesnym dziełem w języku angielskim była pełna aluzji do mitologii dwustuwersowa elegia Lycidas z 1637 roku. Powstanie jej zainspirowała śmierć znanego Miltonowi z Cambridge Edwarda Kinga, młodego uczonego, który zginął w katastrofie morskiej. Szczególnie interesujące są tutaj rymy – niewystępujące w stałym porządku, przeplatające się z wolnymi wersami. Nadaje to utworowi specyficzną melodykę. Śmierć Kinga w rzeczywistości sprowokowała Miltona do spojrzenia na własne życie i utwierdzenia się w poczuciu poetyckiej misji, bez ambicji na sukces i sławę.

## Wiek dojrzały
Marzeniem Miltona było stworzenie wielkiego eposu – myślał o upamiętnieniu legendarnego króla Artura i bitew z Saksonami. Idea ta nigdy nie została zrealizowana.
W 1638 roku poeta udał się do Italii, aby uzupełnić swą edukację w zakresie klasycznej literatury. W kolebce tak obmierzłego Anglikom papizmu nie czuł się źle – zyskał nawet podziw i poważanie. Przebywał we Florencji, Rzymie i Neapolu, gdzie zetknął się m.in. z Galileuszem, Manso (mecenasem Torquato Tasso i Mariniego) i śpiewaczką Leonorą Baroni, której głos opisał jako „głos samego Boga”. Wtedy też powstało pięć sonetów miłosnych ku czci włoskiej damy, poznanej tuż przed powrotem do ojczyzny.
Tymczasem w Anglii trwała walka króla z parlamentem. Pod wpływem owych wydarzeń obudziła się w Miltonie potrzeba oddania sprawie politycznej i religijnej. Na 20 lat, aż do dnia restauracji monarchii, zamilkł prawie zupełnie jako poeta (powstało wtedy zaledwie kilkanaście sonetów). Rodząca się powoli idea napisania monumentalnego utworu poetyckiego o upadku aniołów, stworzeniu i klęsce człowieka, odeszła na plan dalszy.
Trzydziestopięcioletni Milton ożenił się z liczącą wówczas 16 lat Mary Powell, wywodzącą się ze spokrewnionej z Miltonami rodziny rojalistów o obcych mu poglądach religijnych i politycznych. Mary Powell została zmuszona do tego
ślubu przez swojego ojca, który wymógł w zamian za to na Miltonie odstąpienie od egzekucji długu. Małżeństwo okazało się pomyłką – młoda żona odeszła po 6 miesiącach pożycia, co sprowokowało Miltona do napisania czterech traktatów na temat rozwodu, którego ówczesne prawo nie uznawało. Sugerował dopuszczalność rozwodu w wypadku wzajemnego niedopasowania małżonków lub bezdzietności. Podczas wojny domowej, w 1645 roku, Mary została zmuszona do powrotu do swego formalnego męża, który zajął się nią oraz jej rodziną po tym, jak rząd Cromwella skonfiskował tej rodzinie cały majątek. Mary urodziła Miltonowi dwoje dzieci i zmarła przy porodzie trzeciego.

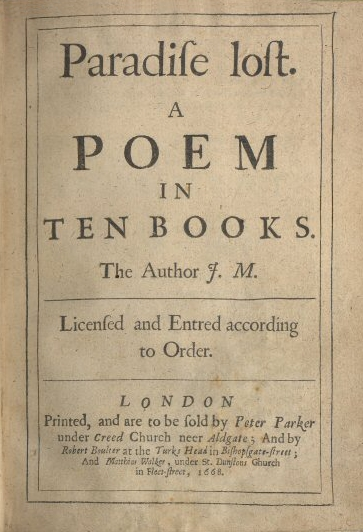
Strona tytułowa pierwszego wydania Raju utraconego

W latach 1641 i 1642 ukazało się 5 traktatów o tematyce religijnej, będących przede wszystkim purytańską krytyką katolicyzmu. Najważniejsze z nich to Of Reformation Touching Church Discipline in England (O reformacji kościoła w Anglii) i The Reason of Church Government Urged against Prelaty (Racja istnienia rządu kościelnego). W 1644 roku wydana została broszura Education, mówiąca o konieczności reformy państwowych uniwersytetów, oraz Areopagitica – traktat przeciwko cenzurze dzieł drukowanych.
Śmiałe pióro Miltona zostało dostrzeżone przez samego Cromwella, który mianował go sekretarzem do spraw korespondencji zagranicznej (w języku łacińskim) przy Radzie Państwa. W tym okresie, po egzekucji Karola I w 1649 roku, powstała m.in. broszura Pro populo anglicano defensio (Obrona narodu angielskiego). Żmudna praca w kancelarii i długoletnie nadwerężanie wzroku podczas czytania i pisania doprowadziły Miltona w 1657 roku do ślepoty.
W tym samym roku Milton po raz drugi się ożenił – z Catharine Woodcock, która zmarła przy urodzeniu dziecka 15 miesięcy później.
Upadek dyktatury Cromwella i restauracja monarchii w osobie Karola II w 1660 roku spowodowały przejściowe trudności w życiu Miltona – „pierwszego pióra” rewolucji. Udało mu się jednak powrócić do spokojnego życia i do poezji, u boku trzeciej żony – Elisabeth Minshull oraz córek. Czytały one ociemniałemu poecie książki i spisywały dyktowane przez niego utwory.
Owoce dojrzałej twórczości Miltona to opublikowany w 1667 roku wielki poemat epicki Paradise Lost (Raj utracony) oraz Paradise Regained (Raj odzyskany) i napisana w tradycji Sofoklesa tragedia Samson Agonistes (Samson walczący) – oba utwory z 1671 roku. Dzieła te wyrażają rozważania biblijne Miltona w aspekcie jego własnego życia.
Przez wiele lat do swojej śmierci pisał po łacinie obszerny traktat zatytułowany De Doctrina Christiana (O doktrynie chrześcijańskiej). Został on odnaleziony dopiero w roku 1823 i wydany dwa lata później. Szeroko objaśnił w nim swoje podejście do chrześcijańskich nauk i trybu życia odrzucając wiele powszechnie przyjętych dogmatów w tym również dogmat Trójcy.

## Inspiracje i popularność
John Milton w pełni poświęcił talent sprawom religii i państwa. Przerósł epokę, w której żył, poprzez niełatwą tematykę swych utworów, nieczytelną dla osób bez klasycznego wykształcenia. Mistrzowskie operowanie językiem stawia go wśród największych autorów literatury światowej.
Choć pisma Miltona zostały w większości docenione już za jego czasów, pełne ich zrozumienie nastąpiło dopiero w epoce oświecenia i później. Milton, a w szczególności jego Raj utracony, stał się inspiracją dla wielu twórców, m.in. Williama Blake’a, Percy’ego Bysshego Shelleya, Williama Wordswortha. Operę Raj utracony stworzył w 1978 roku polski kompozytor Krzysztof Penderecki.

## Polskie przekłady
Miltona przekładali na język polski m.in. Jacek Przybylski (1791), Franciszek Ksawery Dmochowski (1803), Władysław Bartkiewicz (1902), Antoni Lange, Konstanty Ildefons Gałczyński, Jan Kasprowicz, Aleksander Mierzejewski, Jerzy Pietrkiewicz, Michał Sprusiński, Stanisław Barańczak i – najdoskonalej – Czesław Miłosz i Maciej Słomczyński.
Na język czeski Raj utracony przełożył Josef Jungmann. Jego wersja stała się na długi czas eposem narodowym Czechów, podobnie zresztą jak dla Polaków epopeją była Jerozolima wyzwolona w przekładzie Piotra Kochanowskiego. Na temat dorobku przekładowego Jungmanna pisała Teresa Zofia Orłoś.
W filmie Adwokat diabła bohater grany przez Ala Pacino, reprezentujący szatana, nosi nazwisko John Milton.